# Edvard Frants Röntgen
Edvard Frants Röntgen (Amsterdam, 12 juni 1902 – Merano, 14 september 1969) was een Nederlands cellist
Edvard Frants was de vierde zoon van de componist Julius Röntgen, vernoemd naar diens vrienden, de Noorse componisten Edvard Grieg en Frants Beyer. Na zijn gymnasium-alfa-opleiding aan het Barlaeus Gymnasium in Amsterdam studeerde hij cello bij onder anderen Isaäc Mossel aan het Amsterdamsch Conservatorium. Hij studeerde cum laude af in 1922. Röntgen was ook leerling van Pablo Casals. Vanaf 1924 tot zijn pensionering in 1967 speelde hij in het Residentie Orkest in Den Haag, laatstelijk als tweede solocellist. Edvard Frants Röntgen vormde met zijn twee broers Joachim Röntgen (viool) en Johannes Röntgen (piano) een pianotrio met de toepasselijke naam Röntgen Trio.